# Sismica a riflessione

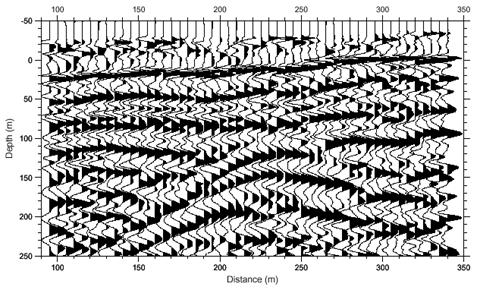
Dati di riflessione sismica

La sismica a riflessione è un metodo di indagine geofisica del sottosuolo che permette di rilevare con alta precisione le caratteristiche e la geometria delle formazioni rocciose sottostanti la superficie terrestre. Tipicamente, essa si basa sull'analisi della risposta del terreno alla sollecitazione di una sorgente impulsiva, come dinamite o Tovex, o vibroseis. A mare, dopo la messa al bando della dinamite, vengono tipicamente usati speciali cannoni ad aria o appositi apparecchi generatori di vibrazioni.
La sismica a riflessione è simile come tecnologia all'utilizzo del sonar e alla ecolocalizzazione.

## Principi
La sorgente sismica immette energia, nella forma di onde sismiche che si propagano nel terreno con divergenza sferica. Nel caso di un sorgente vibrante è possibile generare selettivamente onde compressionali e di taglio, nel caso di un sorgente esplosiva vengono generate solo onde compressionali.
Nell'ipotesi di un mezzo stratificato orizzontalmente, come è ragionevole in un bacino sedimentario, all'interfaccia con lo strato più profondo, più compattato e denso e quindi con velocità sismica più alta, parte dell'energia verrà trasmessa e parte riflessa. Questo nel caso in cui l'angolo di incidenza sia inferiore all'angolo critico, in caso contrario si ha una rifrazione. 
Nel caso ideale di incidenza verticale, il coefficiente di riflessione sarà dato da
{\displaystyle R={\frac {Z_{2}-Z_{1}}{Z_{2}+Z_{1}}}},
dove i pedici 1 e 2 stanno ad indicare il mezzo al di sopra o al di sotto della superficie riflettente. "Z" è l'impedenza acustica, ovvero il prodotto della velocità per la densità del mezzo.
{\displaystyle Z=v\rho \ },
In caso di incidenza non normale, ma inferiore all'angolo critico, il calcolo del coefficiente di riflessione è governato dalle equazioni di Zoeppritz. 
In caso di registrazione lungo un array di sensori lineare, l'onda riflessa comparirà sul sismogramma con andamento iperbolico, con equazione
{\displaystyle t^{2}=t_{0}^{2}+{\frac {x^{2}}{v^{2}}}}
dove t è il tempo sul sismogramma, {\displaystyle t_{0}} è il tempo in caso di sorgente e ricevitore coincidenti, v è la velocità del mezzo al di sopra della superficie riflettente e x la distanza dalla sorgente (offset).

## Acquisizione dei dati
A terra
A terra vengono impiegate due tipi di sorgenti: impulsiva e vibrazionale. Tra le sorgenti impulsive ricordiamo gli esplosivi, la massa cadente ed il martello. I primi, tipicamente dinamite, megamite o anche cartucce esplosive da attivare con un fucile, necessitano dello scavo di un pozzo, tipicamente rivestito di plastica, in cui far brillare la carica. Naturalmente, maggiore la quantità di esplosivo, maggiore l'energia rilasciata e quindi più profondo dovrà essere il pozzo. Il segnale generato da una carica esplosiva è a fase minima, importante caratteristica per l'elaborazione successiva dei dati, in particolare per l'applicazione della deconvoluzione. Lo spettro generato dalla dinamite è tipicamente ampio, ricco di basse frequenze, ideale quindi per un'esplorazione profonda. Le piccole cariche da attivare con un fucile sono invece ideali per un'esplorazione più superficiale, in quanto ricche di alte frequenze.
La massa cadente consiste nel sollevamento di una massa che viene lasciata poi cadere, oppure spinta verso il suolo, verso una piastra metallica, a cui è collegato il trigger per il tempo 0. La massa cadente è una sorgente molto usata per esplorazione fino a medie profondità (~1 km), qualora la massa sia sufficientemente grande. Infatti, il contenuto in frequenze è ampio e ricco di frequenze medio-basse.
Infine il martello, da far impattare su di una piastra metallica, è una sorgente usata spesso nella sismica superficiale per il contenuto ricco di alte ed altissime frequenze. Inoltre, è la sorgente più facile da trasportare ed usabile anche nei contesti logisticamente più difficili. 
In alternativa alle sorgenti impulsive può essere usata una sorgente vibrazionale. L'idea è che una piastra vibrante immette energia nel terreno a frequenze crescenti prestabilite (sweep). In seguito, il sismogramma generato viene correlato con il segnale del vibro, ottenendo un sismogramma molto simile a quello da una sorgente impulsiva, seppur a fase zero. A seconda dell'obiettivo, la sorgente vibrazionale può variare in dimensioni, potenza e contenuto in frequenza. È possibile affiancare più sorgenti vibrazionali per ottenere maggiore intensità e, parametrizzando oportunamente gli sweep, ottenere frequenze particolarmente basse. 
Lo svantaggio principale delle sorgenti impulsive consiste, oltre che alla natura distruttiva della dinamite, anche nella non replicabilità del segnale. In pratica, ogni scoppio sarà diverso dal precedente. Per questo motivo si tende oggi a preferire una sorgnete vibrazionale.
Per quanto concerne i ricevitori, tutt'oggi il sensore più usato prende il nome di geofono. Si tratta di un sensore a forma di spillo, da piantare nel terreno, che misura la velocità delle particelle di terreno. Importante la scelta della frequenza centrale del ricevitore, tipicamente 10 Hz, ma per alcuna applicazioni possono essere usati anche sensori con frequenze centrali diverse. 
Anziché i geofoni vengono oggi sempre più usati gli accelerometri, che anziché misurare la velocità della particelle, essi misurano l'accelerazione, riuscendo a misurare uno spettro di frequenze più ampie, specie tra le basse frequenze.
A mare
Agli esordi dell'esplorazione petrolifera a mare la sorgente usata era di tipo esplosivo. Ad esempio, in Norvegia vennero usato gli esplosivi tedeschi in giacenza a seguito della conclusione del secondo conflitto mondiale. 
Negli anni '70 del '900 tale pratica è stata messa al bando a causa del suo impatto sull'ambiente. 
La sorgente più comunemente usata è l'air gun, ovvero una sorta di cannone ad aria compressa. Il segnale generato da tale sorgente è a fase mista, ovvero né a fase minima né a fase zero.
Attualmente, anche per tale sorgente esistono diverse controversie, in quanto il loro impatto sulla fauna marina, in particolare sui cetacei è tuttora oggetto di studi. Per tale motivo, in Italia ed altri paesi, esistono fortissime limitazioni all'uso di tale strumento.
Se l'obiettivo del rilievo è poco profondo, possono essere usate sorgenti alternative, basate sul rilascio improvviso di grandi quantità di corrente elettrica come il Boomer e lo Sparker. Il primo strumento consiste in un capacitore che, quando scaricato, genera una corrente che riscalda l'acqua circostante generando un segnale acustica. Similmente, lo sparker genera l'impulso acustico generando una forte differenza di potenziale tra due elettrodi.

## Elaborazione dei dati
La prima, doverosa, premessa da fare è che non esiste un vero diagramma di flusso valido per tutti i dati, ma esso viene sempre adattato al singolo dataset. Ciò premesso, riportiamo qui i principali step seguiti generalmente per elaborare dei dati di sismica a riflessione. 
Controllo qualità del dato
Per prima cosa, si analizza il dato da un punto di vista quantitativo e qualitativo. In particolare, si stima il rapporto segnale/rumore. Per rumore, si intende tutto ciò che non è segnale di interesse per gli scopi che ci siamo prefissati, ovvero nel nostro caso riflessioni. È possibile aumentare il rapporto segnale/rumore già in questa prima fase in vari modi. Ad esempio, se sono stati eseguiti più scoppi nella stessa posizione della sorgente, questi possono essere sommati nel dominio dei tempi al fine di attenuare il contributo del rumore casuale.. Una tecnica innovativa, nel caso che i dati siano stati acquisiti con una sorgente vibrazionale, consiste nell'applicare una deconvoluzione predittiva al dato prima di correlarlo con l'ondina della sorgente.
Applicazione delle geometrie
Per geometrie si intende assegnare delle coordinate metriche a ciascun punto di scoppio e a ciascun ricevitore in tre dimensioni (Nord,Est,Altitudine). Ciò consente da un lato di valutare la topografia e quindi impostare le correzioni statiche da applicare, dall'altro di calcolare la posizione dei common depth/mid point. Per mid point si intende quel punto localizzato nel punto medio tra la sorgente ed il ricevitore; siccome più coppie sorgente-ricevitore possono avere lo stesso punto medio, allora è possibile definire quali tracce sismiche corrispondono al medesimo punto medio. Un plot di questo tipo prende il nome di common midpoint gather. Da notare che, nel caso di un mezzo stratificato solo orizzontalmente, il punto medio tra sorgente e ricevitore illumina sempre lo stesso punto in profondità e coincide quindi con il common depth point.

## Applicazioni
La sismica a riflessione è molto usata in diversi campi e il suo utilizzo può essere suddiviso in 4 gruppi principali, ognuno stabilito dalla profonditá di studio:
- Studi superficiali –mirati a ricostruire la geologia ad una profonditá fino ad 1 km, solitamente usata per studi ingegneristici, ambientali e ricerca di carbone[8] e giacimenti minerali[9]. Recentemente sfruttata anche per lo sviluppo di energia geotermica, anche se quest'ultima può richiede studi fino a 2 km di profonditá.
- Esplorazione per idrocarburi – sfruttata dall'industria degli idrocarburi per garantire una mappa ad alta risoluzione del sottosuolo fino a 10 km di profonditá. Insieme ad altri metodi geofisici può aiutare i geologi a ricostruire un modello geologico dell'area d'interesse.
- Studi della crosta terrestre – mirati a studiare la struttura e le origini della crosta terrestre, fino alla discontinuitá di Moho ed oltre fino ad anche 100 km di profonditá.